# Kabukichō
Kabuki-chō (歌舞伎町?) es un vecindario de Shinjuku, Tokio, Japón. Se considera el barrio rojo más importante de Japón; en su entorno se encuentran miles de locales de entretenimiento enfocados al mercado de adultos. El área cuenta con muchos bares, hostales, moteles, locales comerciales, restaurantes y clubes nocturnos tanto para mujeres como para hombres. En la parte oeste del vecindario se hallan también muchos de los establecimientos dedicados a la población gay de Tokio, que se extiende hasta el barrio de Shinjuku San-Choume (新宿三丁目). 

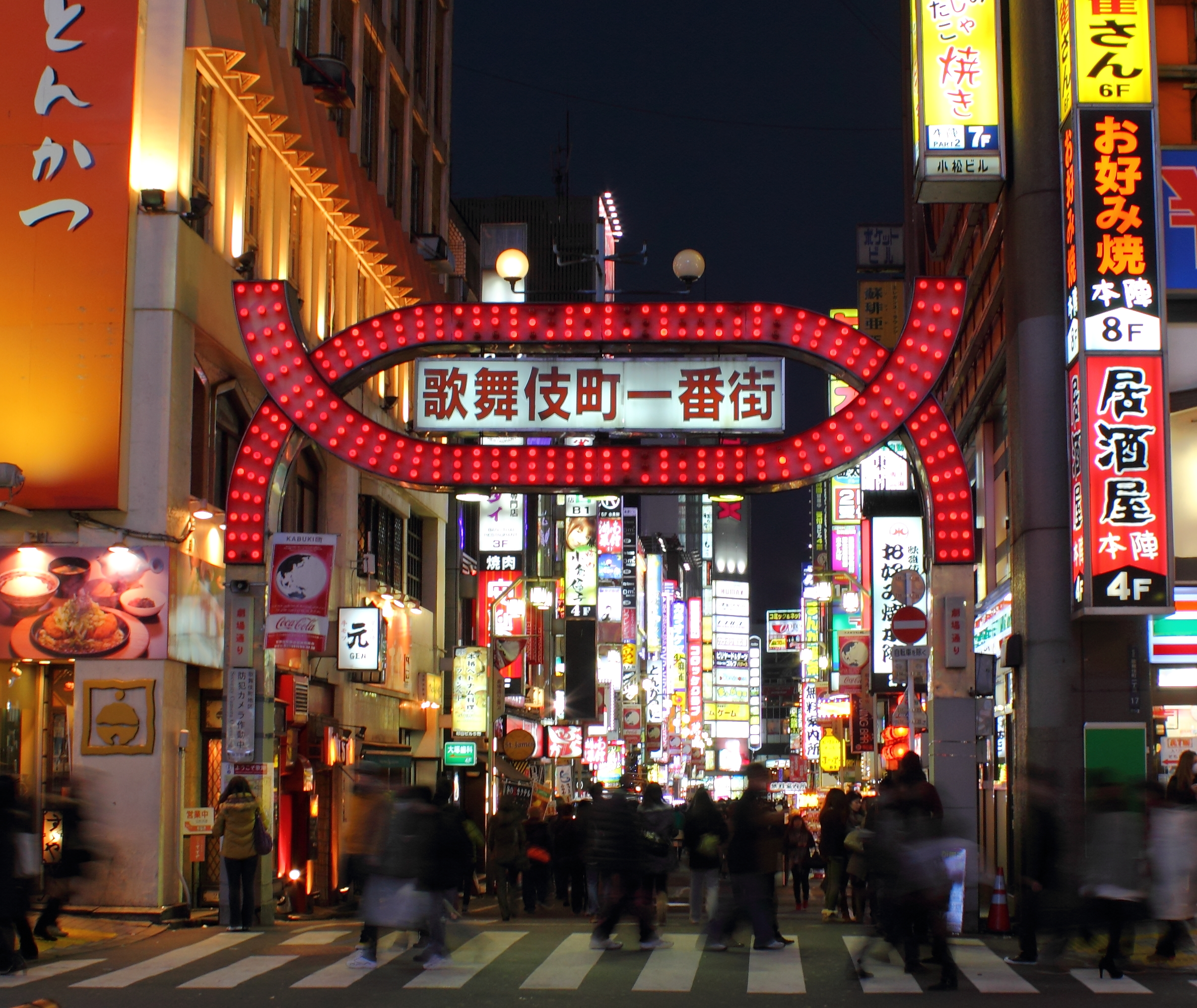
Una de las entradas a Kabukicho.

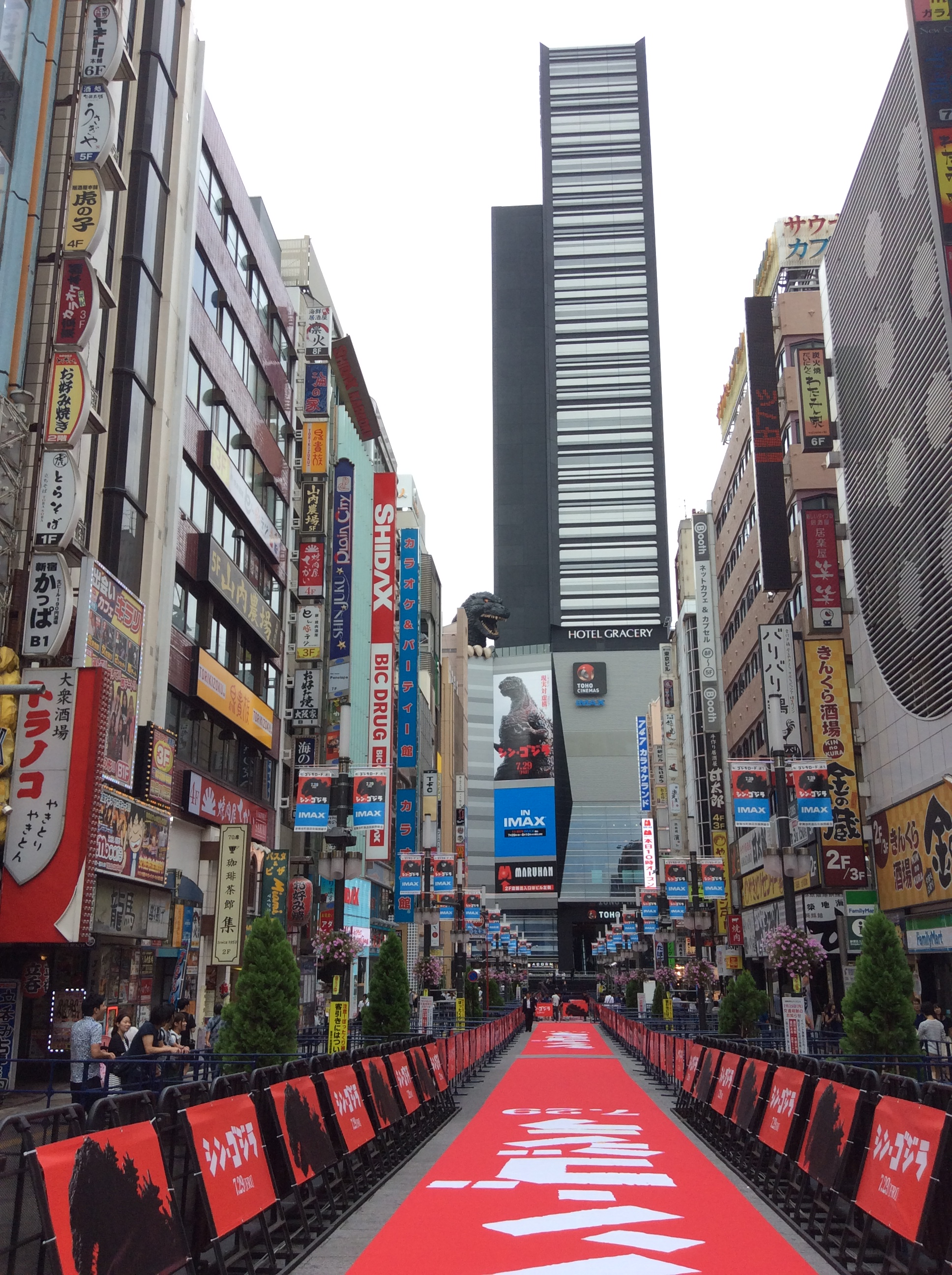
Shinjuku Toho.

El nombre del distrito viene de finales de la década de 1940 cuando se planeó construir un teatro kabuki que, sin embargo, nunca se construyó. A pesar de ello, el nombre permaneció. En la actualidad existe un teatro que lleva el mismo nombre.
Además, muchos de los famosos grupos pertenecientes a la mafia, como la familia Yakuza, la mafia nigeriana y la mafia china se encuentran en esta área, siendo muy difícil detectarlos entre los extranjeros y los japoneses que están presentes en áreas públicas en el lugar. No obstante, los mismos tienden a poseer los locales ubicados hacia norte del vecindario, mientras hacia el sur se encuentra un área mucho más comercial.
Las oficinas del gobierno de Shinjuku se encuentran en Kabukicho.
Como curiosidad cabe decir que este barrio sirvió de inspiración a Sega para crear Kamurocho, la ciudad de la saga de videojuegos Yakuza.